# نسخة طبق الأصل

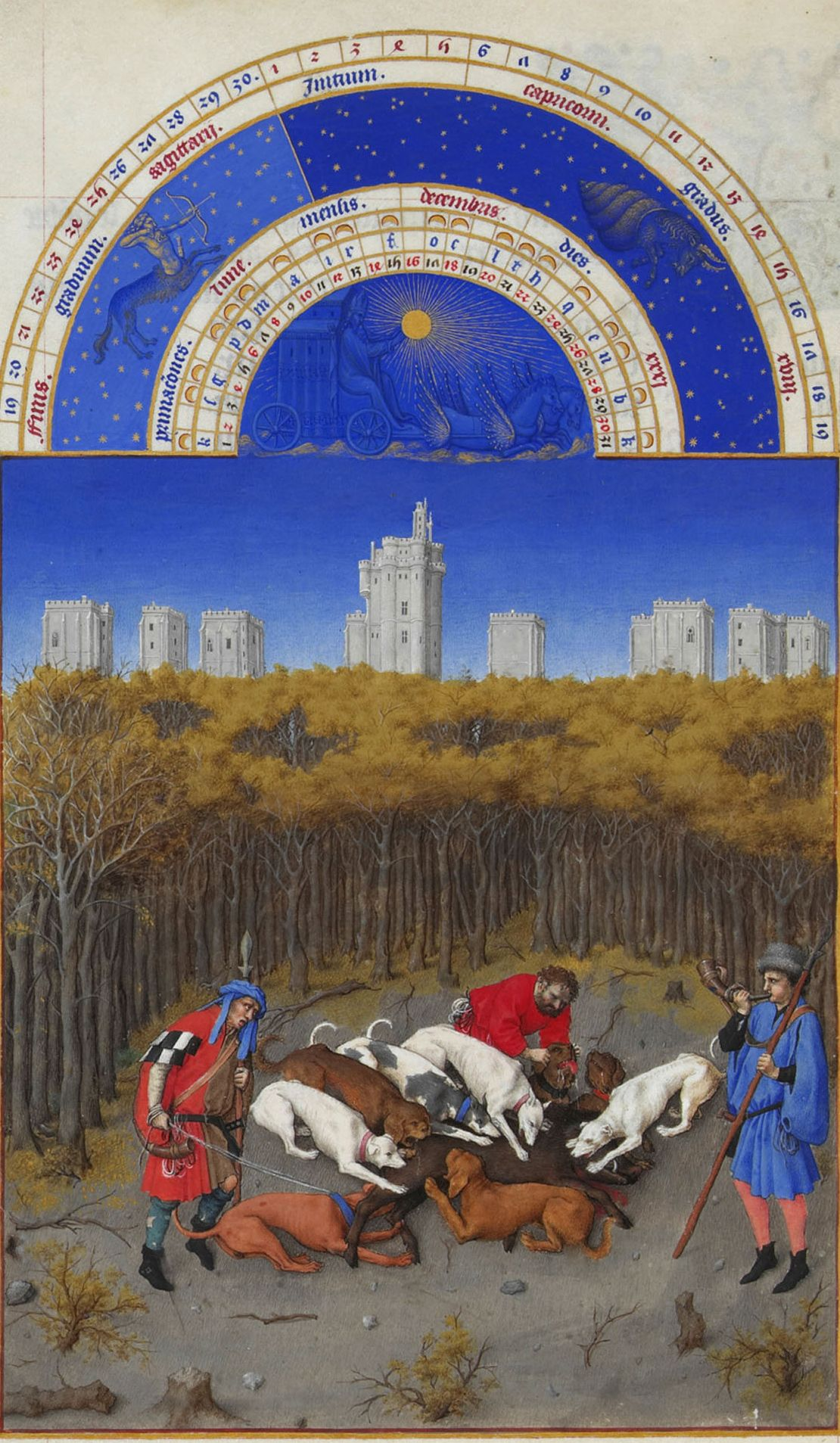
ساعات دوق بيري الغنية، كتاب مذهب مشهور معروض على العامة والباحثين فقط بنسخته طبق الأصل ذات الجودة العالية في النسخ

النسخة طبق الأصل (باللاتينية: Facsimile)، من الكلمتين اللاتينيتين (إعمل مشابه)، هي نسخة من كتاب قديم، أو مخطوطة، أو خريطة، أو مطبوعة، أو أي عنصر آخر ذو قيمة تاريخية وتكون النسخة صحيحة ومطابقة للمصدر الأصلي بأكثر درجة ممكنة. تختلف النسخة طبق الأصل عن غيرها من أشكال الاستنساخ في محاولة لتكرار النسخة الأصلية بالضبط من حيث الحجم، اللون، الحالة، والصفات المادية الأخرى. 

## محتويات
بالنسبة للكتب والمخطوطات، فإن النسخة طبق الأصل تضم نسخة كاملة من جميع الصفحات وبالتالي فإن النسخة غير المكتملة هي «نسخة طبق الأصل جزئية». تستعمل النسخة في بعض الأحيان من قبل العلماء للبحث عن المصدر كونهم لا يستطيعون الوصول إلى ماغير ذلك، أما المتاحف والمحفوظات تستخدم النسخ طبق الأصل للحفاظ على النسخ الأصلية من التلف. وتباع الكثير من النسخ طبق الأصل تجاريا. وعادة تطبع النسخ طبق الأصل في طبعات محدودة، تتراوح عادة من 500-2٬000 نسخة، وتكلف ما يعادل بضعة آلاف من الدولارات الأمريكية.